# راندي توماس
راندي توماس (بالإنجليزية: Randy Thomas)‏ هو لاعب كرة قدم أمريكية أمريكي، ولد في 19 يناير 1976 في إيست بوينت في الولايات المتحدة.

## وصلات خارجية
- راندي توماس على موقع مرجع كرة القدم المحترفة.كوم (الإنجليزية)